# Sköldmossor
Sköldmossorna (Buxbaumia) utgör det enda släktet egentliga bladmossor dels i familjen Buxbaumiaceae dels i ordningen Buxbaumiales. Släktet innehåller 12 arter.
De särskiljs från övriga bladmossor genom deras avsaknad av blad. Sporkapseln är särskilt stor. Släktets namn kommer av att sporkapslarna har liknats vid sköldar.
I Norden förekommer två arter: grön och brun sköldmossa.